# Allen Berg
Allen Berg, född 1 augusti 1961 i Vancouver, är en kanadensisk racerförare. Han har avlägsen släktskap till Sverige.
Berg tävlade i formel 1 för Osella 1986. Han ersatte under säsongen stallets andreförare Christian Danner och lyckades till skillnad från denne att fullfölja ett par lopp.
Efter formel 1 körde Berg i Le Mans vid ett par tillfällen, innan han tävlade i en mexikansk formelbilsserie, där han blev mästare i början av 1990-talet. Efter karriärens slut startade han en racingskola hemma i Kanada.

## F1-karriär
| Säsong | Stall/Tillverkare | Poäng | Placering |
| ------ | ----------------- | ----- | --------- |
| 1986   | Osella-Alfa Romeo | 0     | –         |